# Айброкс
„Айброкс“ е футболен стадион, разположен на южния бряг на река Клайд, район Айброкс, град Глазгоу. Това е стадионът, на който играе домакинските си срещи един от най-известните шотландски отбори – Глазгоу Рейнджърс. Айброкс е третият по големина футболен стадион в Шотландия, с капацитет от 50 817 места.
„Айброкс“ е един от най-старите и големи стадиони в Обединеното кралство и един от първите с изцяло седящи места по трибуните. През 1987 е предприета най-голямата реконструкция на стадиона. Айброкс е оценен с 5 звезди от УЕФА. Рекордна посещаемост от 118 567 привърженици е записана на мача между Рейнджърс и Селтик през януари 1939. Това е и рекорд за мач от вътрешно първенство на Острова.

## Полезни връзки
- Официален уебсайт на Рейнджърс Архив на оригинала от 2011-12-31 в Wayback Machine.
- Снимки от Айброкс Архив на оригинала от 2007-09-27 в Wayback Machine.
- Реконструкцията от 70-те години на ХХ век Архив на оригинала от 2007-03-03 в Wayback Machine.
- Айброкс в Google Maps
- Детайли за стадиона в официалния уебсайт Архив на оригинала от 2010-01-08 в Wayback Machine. на Рейнджърс
- Explore Glasgow – All round the city Архив на оригинала от 2015-01-22 в Wayback Machine.